# 李祖陶
李祖陶（1776年—1858年），字钦之，号迈堂，东边贯龙村（今江西省上高县徐家渡镇路口村）人。
乾隆四十一年（1776年）十一月出生，八歲喪父，與母相依為命，其母靠織布為生。常于放牛之後，躲在书院窗外聽書。自小饱读经史，博览诗书，兼治兵家之言。嘉慶六年，中秀才。嘉慶十三年（1808年），中举。先後讲学於鹭州、洪都、凤仪、龙州、景高等书院，足迹半天下。晚年築有尚友樓，藏書數萬卷。咸丰八年（1858年）七月，病逝于贯垅村。著有《国朝文录》174卷，《迈堂文略》32卷，《金、元、明八大家文选》53卷等書。